# الثورة المجيدة في إسبانيا
ثورة 1868 أو كما تُعرف المجيدة "la Gloriosa" هي انتفاضة عسكرية مع عناصر مدنية إسبانية حدثت في شهر سبتمبر ولذلك تُسمّى «سبتمبرينا» (بالإسبانية: La Septembrina). وأدت إلى الإطاحة بحكم الملكة ايزابيل الثانية ونفيها. وبدأ بعدها حقبة حكم ديموقراطي استمر لست سنوات. وكما أشارت الكاتبة ماريا فيكتوريا: «إن ثورة سبتمبر هي هزة عنيفة أصابت إسبانيا في القرن التاسع عشر وزعزعت كل أنحاء البلاد».
لكن رغم الاضطرابات المتتالية التي أصابت البلاد بعد الثورة؛ إلا أن المحاولات كانت جادة لإيجاد نظام حكم ديموقراطي، والذي كان في البداية من خلال أول نظام ملكي برلماني في عهد الملك أماديو الأول (1870-1873) ثم بعد ذلك إقامة الجمهورية الإسبانية الأولي. (1873-1875)، لكن في نهاية المطاف كانت عاقبة الطريقتين الفشل.

## البداية
اندلع سخط شعبي في منتصف عقد 1860 ضد نظام حكم ايزابيل الثانية الملكي ومعها حكومة حزب الوسط الإسباني الذي يتولى السلطة منذ 1844 باستثناء فترتي السنتين التقدمية (1854-1856) وحكومة الاتحاد الليبرالي (1858-1863)، حيث كانت البلاد في أزمة داخلية قوية. وقد اختار حزب التقدم الانسحاب من الانتخابات لنزع شرعية الكورتيس (البرلمان الإسباني). فعاد الجنرال نارفيز إلى السلطة في 1864 ولكن سرعان ماغادرها بعد أحداث ليلة سان دانيال المأساوية، وحل محله الجنرال ليوبولدو أودونيل. ثم اندلع تمرد في مدريد لانهاء نظام إيزابيل الثانية التي هيمن عليها حكومة الاتحاد الليبرالي بزعامة الجنرال أودونيل وذلك في يونيو 1866 وعرفت باسم انتفاضة ثكنة سان خيل، وجلهم من رقباء ثكنات المدفعية التي اشعلت الانتفاضة. وفي الشهر التالي عزلت الملكة الجنرال أودونيل بحجة أنه كانت متساهل جدا مع المتمردين، على الرغم من أنه قتل منهم 66 شخصا، وعينت مكانه الجنرال نارفيز زعيم الحزب المعتدل.

### أزمة 1866 المالية

شبكة خطوط السكك الحديدية في القرن 19

اندلعت أول أزمة مالية في تاريخ الرأسمالية الاسبانية أوائل 1866، وكان قد سبقها أزمة صناعة المنسوجات في كتالونيا التي بدأت تظهر لأول مرة عام 1862 نتيجة لنقص القطن بسبب الحرب الأهلية الأمريكية. وسبب تلك الأزمة المالية الإسبانية هو الخسائر التي لحقت بشركات السكك الحديدية، والتي سحبت معها البنوك وشركات الائتمان. وقع أول إفلاس لشركات الائتمان المرتبطة بشركات السكك الحديدية في 1864، حيث أوقفت بعض تلك الشركات دفع الأرباح بسبب انخفاض الربحية في خط اشبيلية-شريش-قادس الذي كان بعضها المساهم الرئيسي. ثم وصلت الأزمة في مايو 1866 إلى برشلونة، مما أثار موجة من الرعب في البلاد.
ثم تفاقمت أزمة 1866 المالية إلى أزمة الغذاء في 1867-1868 بسبب ضعف المحاصيل تلك السنوات. ولم يكن المسبب الفعلي لهذه الأزمة رجال السياسة كما الحال في الأزمة المالية، بل العامة، إذ أدى النقص والفقر إلى إغضاب الشعب بسبب الغلاء، فقد عجزوا حينها عن شراء أبسط المواد الأساسية كالخبز. ومن أجل ذلك خرجوا في عدة مظاهرات واحتجاجات في إشبيلية وغرناطة حيث وصل سعر الطحين إلى ستة وثمانية أضعاف سعره الأصلي. وتفاقمت أزمة الغذاء بسبب ارتفاع معدلات البطالة الناجمة عن الأزمة الاقتصادية الناجمة عن الأزمة المالية التي أثرت بشكل خاص عليهما وهما من القطاعات التي توفر العمل والأعمال، بما في ذلك القطاع العام وسكك الحديد والبناء. وتصادف اجتماع كلا الأزمتين قد خلق «ظروف اجتماعية متفجرة مما قدم الحجج للقطاعات الشعبية للانضمام إلى المعركة ضد نظام إيزابيل».

### الأزمة السياسية
إن ثورة 1868 هي نتاج تداعيات الفساد والأزمات المستمرة على إسبانيا في ظل نظام حكم الملكة ايزابيل الثانية، فقد كان هذا الحكم قائم على نظام دستوري شكلي غير مطبّق، لأن الملكة لم تلتزم بما ورد في دستور 1845 الذي كان معتمدا آن ذاك.
لقد كان الحكم في يد حزبيين سياسيين (حزب الوسط ويمثل الرؤية الاعتدالية، والحزب التقدم ولربما أبلغ أن نقول أن الحكم احتُكر في يد الحزب الوسط الذي حظي بكل دعم الملكة، لذلك لم يكن أمام الحزب الأخر -التقدم- سوى القيام بالاحتجاجات وإحداث انقلابات عسكرية مستمرة للوصول للسلطة أو لشيء منها. ورغم قمع الحكومة لحركات التمرد السياسية؛ إلا أنها أحدثت اضطرابا ملحوظا في البلاد.
وبذلك ساهم التوتر السياسي بنشوء حزب سياسي ثالث: الاتحاد الليبرالي بقيادة الجنرال ليوبولدو أودونيل الذي حاول بدوره توحيد الحزبين -آنفي الذكر- إلا أن المسافة الفكرية بينهما حالت دون حدوث ذلك. وهكذا ظلت السلطة بيد حزب الوسط لمدة عشرين عامًا، وهي مدة كافية لتُثار حولهم فضائح خسروا بسببها تأييد الشعب لحكمهم.
وعند دراسة أوضاع البلاد في ذلك الوقت والإطلاع على تفاصيل ما حدث ندرك أن هذه الثورة لم تكن احتجاجا صاخبا أو استياء جامحا من حكم الحزب الوسط، بل كانت رفضا لكل نظام الحكم جملةً وتفصلاً، وفيما ذلك الحزب التقدم؛ ففي عام 1849 حدث انفصال في الحزب التقدمي تمخَّض عنه حزبٌ جديد وهو الحزب الديموقراطي، وذلك بسبب الثورة التي حدثت في العام السابق.
ولكن الحزب الديموقراطي لم يُحدث أو يتوصل لخطوة واضحة في الإطار السياسي لإسبانية حتى عام 1854، إذ أيقنوا حينها أن الفرق بين التقدميين والاتحاديين يكمن في الشكل أكثر منه في المضمون.

### الأزمة الاجتماعية
إن انهيار أحد القطاعات في البلد لا يتوقف قبل أن يصل القطاعات الأخرى ويدمرها، وقد أحسنت هذه الأزمات استغلال التركيب الاجتماعي لتجعل الأمور أسوأ.
كانت إسبانيا بلدا زراعيّا، حيث الغالبية العظمى لسكانه فلاحين، ورغم أنها الشريحة الأكبر التي تشكل المجتمع؛ إلا أنها لم تكن ذات دور مباشر في الثورة بل كانت الورقة الرابحة في يدِ من يحسن استغلالها، وهو أمرٌ يجعل الثورة المجيدة تمتاز عن غيرها من ثورات أوروبا التي كانت تٌقام من غضب القطاع الزراعي كما حدث عام 1789.
وإثر التدهور المالي، أصبحت الحكومة تصادر الأراضي من ملاكها لتسد العجز العام الذي أرهق الدولة وبهذا استمر النظام الإقطاعي بشكل غير مباشر إذ بقيت الأراضي محتَكرة في يد البرجوازية والأرستقراطية، فظهر بذلك «عمّال بالمقطوعية» يتقاضون أجر يوميا ودون حقوق معترف بها.
أما في المدن؛ فظهر «عمال الحرف اليدوية» بيدَ أن نقابة العمال لم تعد موجودة ولذلك تداعت عمالة التصنيع وزاد القلق على أبسط مقومات الحياة.

### اتفاق أوستند

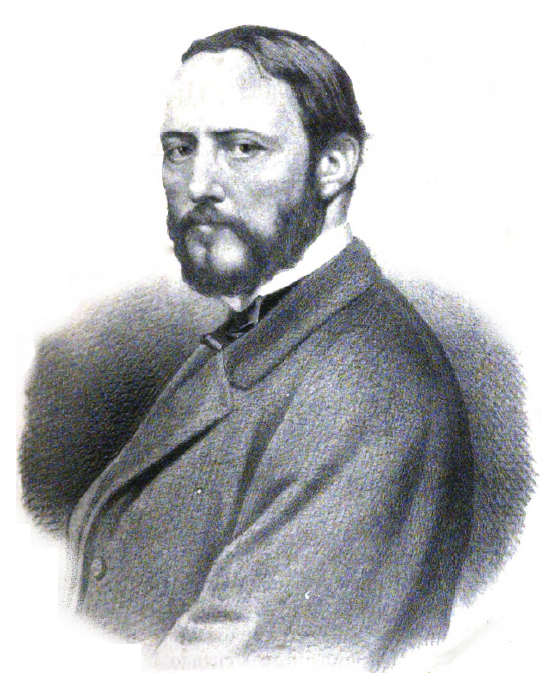
الجنرال خوان بريم في 1869

يتألف اتفاق أوستند الموقع بين التقدميين والديمقراطيين في 16 أغسطس 1866، والتي سميت باسم المدينة البلجيكية من نقطتين:
سمحت الصياغة الغامضة للنقطة الأولى أن تندمج إلى نفس الشخصيات والقوى السياسية الأخرى. وهكذا بعد وفاة أودونيل إلتقى الجنرالان بريم وسيرانو، وللمفارقة فإن نفس الضابط الذي قمع انتفاضة ثكنة سان خيل قد وقع اتفاقا في مارس 1868 للانضمام إلى الاتحاد الليبرالي «مع هذا قبل الاتحاد الليبرالي الدخول في عملية دستورية جديدة وفي البحث عن ملك جديد، وفقا للنقطة الثانية [اتفاق أوستند]، والسيادة الوطنية الوحيدة والاقتراع العام».
وكان رد فعل نارفيز هو إبراز سياسته الاستبدادية. فأغلق البرلمان في يوليو 1866 ولم يفتحه بسبب حله لإجراء انتخابات جديدة أوائل 1867. وكالعادة ف«التأثير الأخلاقي» للحكومة أعطاها أغلبية ساحقة لنواب الحكومة الاتحاد الليبرالي، أما المقربين للمعارضة فقد انخفض عددهم إلى أربعة نواب. وبالإضافة إلى ذلك فقد اعتمد الكورتيس على لوائح جديدة في يونيو 1867، أي بعد ثلاثة أشهر من افتتاحه، حيث ألغى اقتراح حجب الثقة وبالتالي حد بقوة من مقدرة البرلمان من السيطرة على الحكومة. وفي 23 أبريل 1868 توفي الجنرال نارفيز، فقامت الملكة بتعين وزير الداخلية المحافظ لويس غونزاليس برافو رئيسا جديدا للحكومة. فاتبع برافو سياسات سلفه القمعية والاستبدادية.

## اندلاع الثورة

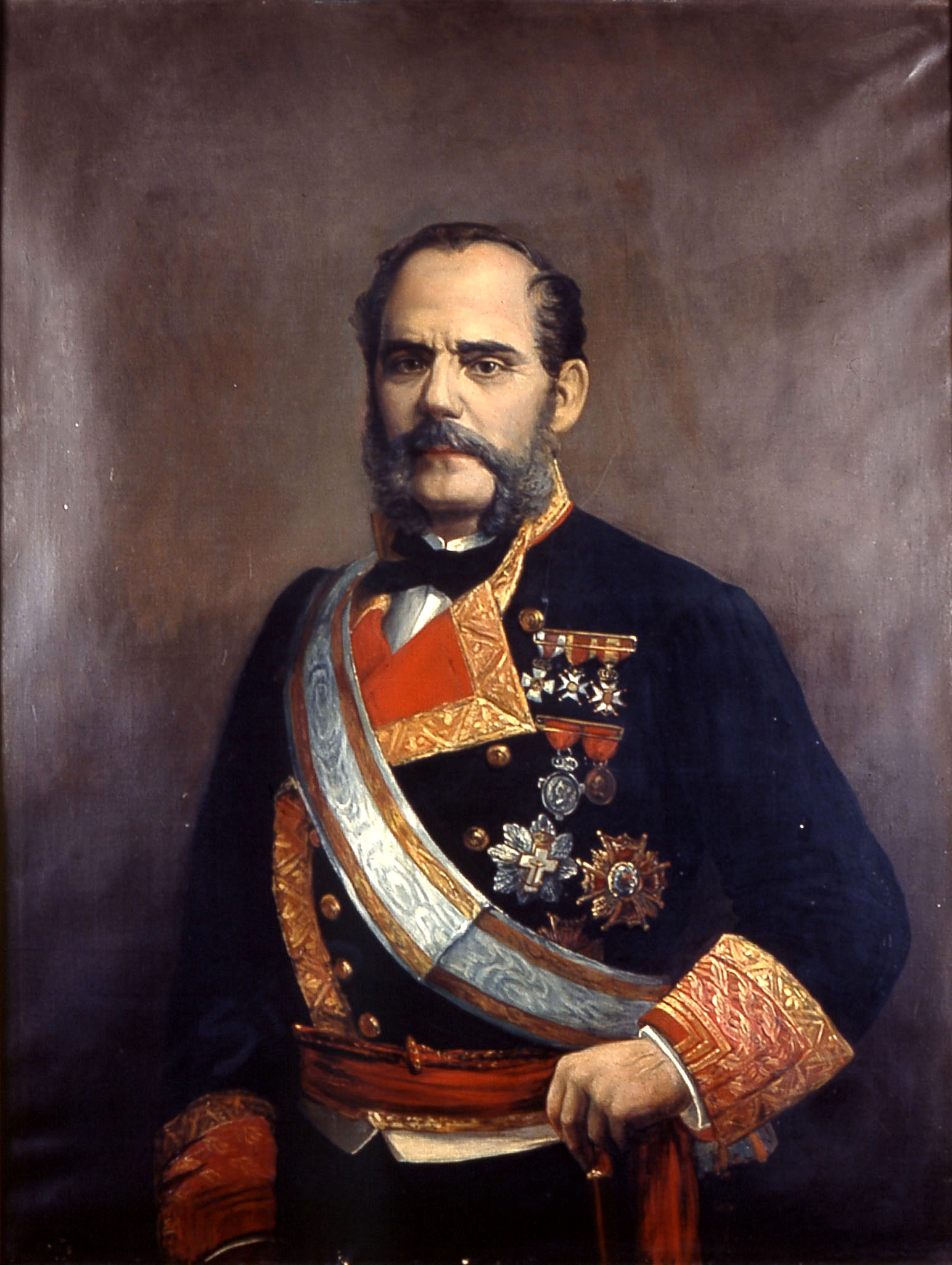
الأميرال خوان باوتيستا توبيتي (1887)

مع بدايات شهر سبتمبر 1868 كان الجميع على تأهب لسماع التمرد العسكري الذي أجمعوا على جعل مدينة قادس مكان انطلاقته، المدينة ذاتها التي حدث فيها الانقلاب العسكري الذي قام به الجنرال رافايل ديل رييغو على والد الملكة إيزابيل الثانية (فيرناندو السابع) منذ 50 سنة.
بدأت في قادس ثورة الأسطول الأميرال خوان باوتيستا توبيتي الاتحادي. وفي ليلة 16 من شهر سبتمبر انضم إليه في قادس الجنرال بريم وبعض جنرالات الحزب التقدمي الذي جاؤوا من لندن عبر جبل طارق. أما الجنرال سيرانو وجنرالات حزب الاتحاد الليبرالي فتأخروا بالوصول مما دفع كل من بريم وتوبيتيه لبدء الثورة في قادس دون انتظارهم. وفي اليوم التالي؛ عند وصولهم من جزر الكناري -حيثُ كان منفاهم- قام توبيتيه أخيرا بقراءة البيان العسكري موضحا فيه الأهداف الأساسية للثورة مطلقا بعدها الهتاف الثوري: «عاشت إسبانيا بشرف». وفي الواقع لقد قام بتوقيع البيان العسكري قبل قراءته كل من فرانثيسكو سيرانو وخوان بريم والجنرال دومينغو دولثيه والجنرال رامون نويبليس والجنرال رافايل بريمو دي رييفرا وأنطونيو كاباييرو بالإضافة إلى الأميرال توبيتيه بإشارة أولية على أنهم يسعون إلى إسبانيا الديموقراطية والمتحررة.
وفي الأيام التالية كانت الثورة قد انتشرت في كل أنحاء البلاد ابتداء من الأندلس. وفي يوم 20 سبتمبر عقد الجنرال بريم في إشبيلية أول مجلس ثوري انتقالي قامت على إثره مظاهرات تتطالب بمبادئ حزب الديموقراطية الأساسية: الاعتراف بحق التصويت العام وحرية الصحافة وإلغاء عقوبة الإعدام وإلغاء التجنيد الإلزامي وإيقاف ضريبة الاستهلاك والمطالبة بالحرية الدينية والحق بإجراء انتخابات لاختيار مجالس جديدة -للشيوخ والنواب- تطبق دستور جديد مناسب للأوضاع الراهنة. وكذلك قام بريم بعبور ساحل الأبيض المتوسط بفرقاطة سرقسطة العسكرية -سفينة حربية- وجعل مدن الساحل من مالقا وحتى برشلونة تنضم إليه.
وفي اليوم الذي أعلن البيان الرسمي للمتمردين، نصح لويس غونزاليس برافو الملكة إيزابيل الثانية أن تعفيه من رئاسة الحكومة وتحل محله جنرالا عسكريا للتعامل بشكل أفضل مع التمرد المسلح، فاستقال من رئاسة الحكومة لصالح الجنرال خوسيه غوتيريز دي لا كونشا، الذي أبقى على جميع وزراء الحكومة السابقة تقريبا وتولى برافو وزارة الداخلية، وهذا المنصب قد شغله ثلاث مرات من قبل. بالكاد تمكن الرئيس الجديد من تشكيل جيشا في مدريد، وذلك بسبب عدم وجود دعم قوي من بقية القادة العسكريين وأرسله إلى الأندلس لوضع حد للتمرد. وفي الوقت نفسه نصح الملكة بالعودة إلى مدريد من سان سيباستيان حيث كانت تقضي الصيف ولكن بعد وقت قصير من بدء القطار بالمسير أرسل الجنرال دي لا كونشا برقية إلى الملكة يطلب منها أن تبقى في سان سيباستيان لأن وضع القوات الحكومية قد ساء.

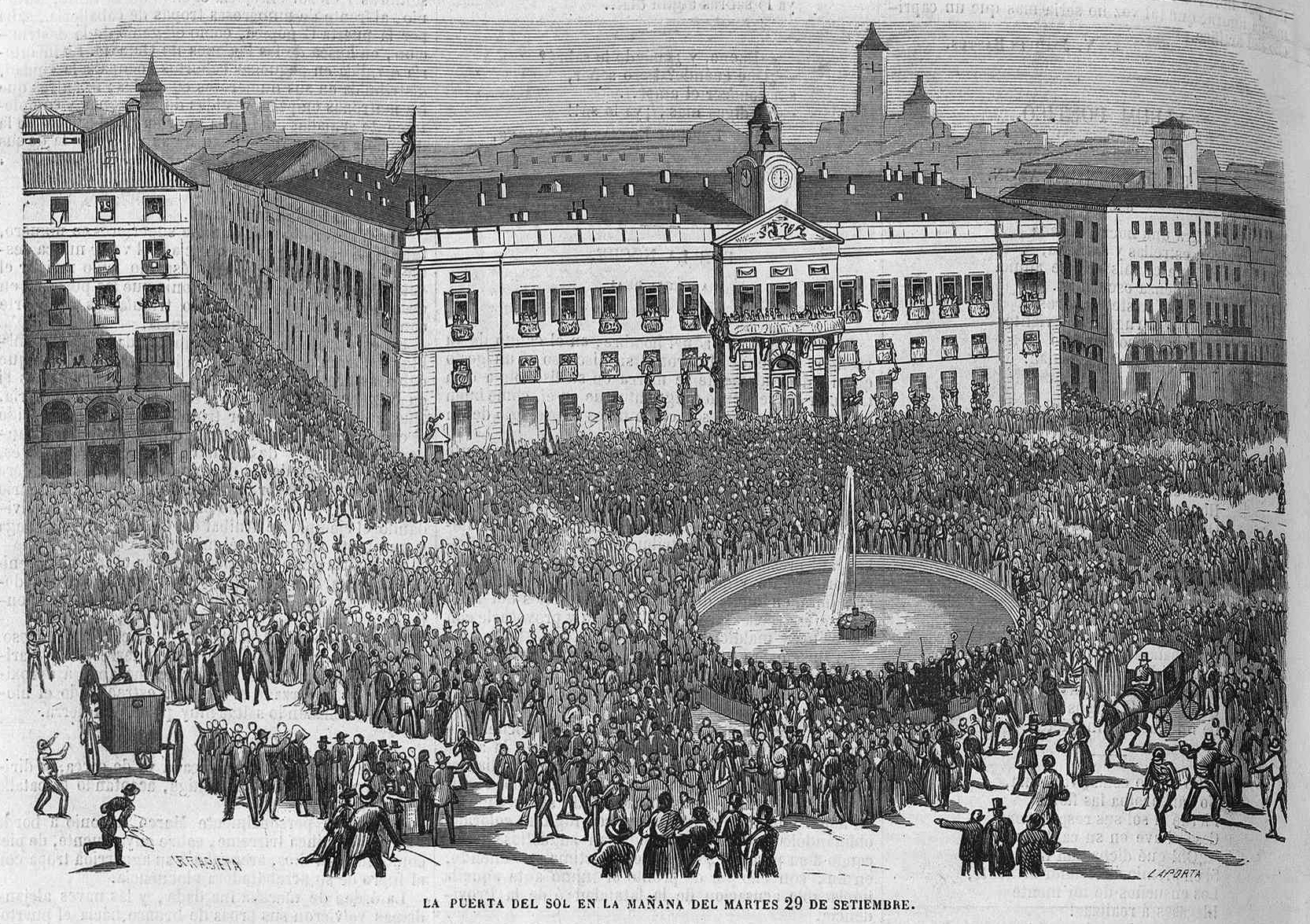
مدريد:ميدان بورتا ديلسول في صبيحة يوم 29 سبتمبر 1868.

وفي الثامن والعشرين من سبتمبر وقعت في مقاطعة قرطبة عند جسر ألكوليا معركة بين التقدميين -بقيادة الجنرال سيرانو- والمواليين لحكم الملكة سُمّيت (معركة جسر ألكوليا، كان النصر فيها حليف الأحزاب المعارِضة بسبب دعم جنودٍ متطوعين ومنشقين عن الجيش. وقد استطاعت قوات المعارضة الوصول إلى مدريد وإعلان انتصارهم هناك. الأمر الذي وضع نهايات حقيقية لبقاء الملكة في إسبانيا إذ رحلت بعد ذلك إلى فرنسا عن طريق سان سباستيان في شمال اسبانيا. وبهذا الرحيل، انتهت كل المقاومات التي تنادي بالولاء للملكة. وفي 8 نوفمبر تأسست حكومة انتقالية برئاسة الجنرال سيرانو إلى جانب توبيتيه وبريم الذين شكلا أيضا جزءا مهما من هذه الحكومة. وهكذا انتهت الثورة بانتصارها، وهو ماأطلق عليها ثورة 1868 أو الثورة المجيدة "la Gloriosa" التي انهت عهد إيزابيل الثانية.
وكما حدث في ثورات 1840 و1854 فإن التمرد العسكري يجب أن يكون مخطط ومنظم بطريقة واضحة: في البداية يُبدي السياسيون استياءهم الشديد بسبب عزلهم وابعادهم عن السلطة ويبرروا استيائهم تبريرا مفهوما وواضحا، ثم بعد ذلك تبدأ مرحلة استطلاع الرأي والالتزام بمطالبات المشاركين فيه، وأخيرا البيان العسكري نفسه حيث يلقيه الجنرال ليبث روح الحماس والولاء للوطن موجها نداء لكل صغير وكبير لبذل الجهود حتى يتمكنوا من وصول غايتهم. ولكن البيان العسكري للثورة الكبرى أتى ببعض الاختلافات حيث أن الاستياء لم يكن ضد الحكومة وحسب؛ بل كان انتقاد ورفض تام للشخصية الحاكمة ذاتها إذ رأوها منافية «للشرف، والديموقراطية» الذي يحتاجه منصبٌ مماثل. وأخيرا، فإن طبيعة الالتزام الذي قطعه المتآمرين بدعة غير مسبوقة: التي كان من المفروض انه مجلس تأسيسي ويجري انتخابه بالاقتراع العام المباشر، وهو الذي يقرر نوع الحكومة في البلاد.

## نتائج الثورة

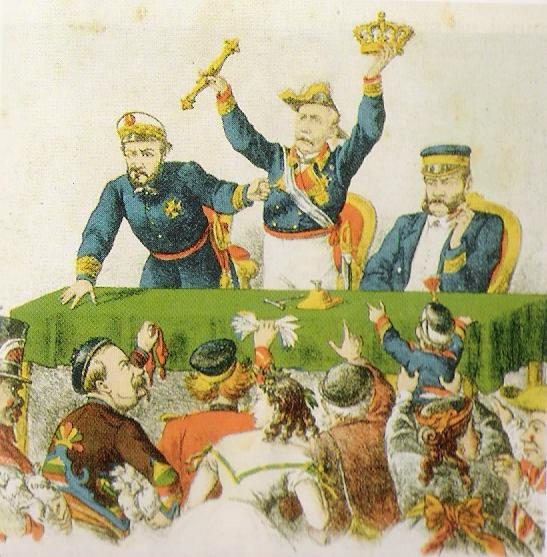
بريم وسيرانو وتوبيتي في المزاد للبحث عن ملك للعرش الإسباني. نشرت في صحيفة Flaca في أبريل 1869.

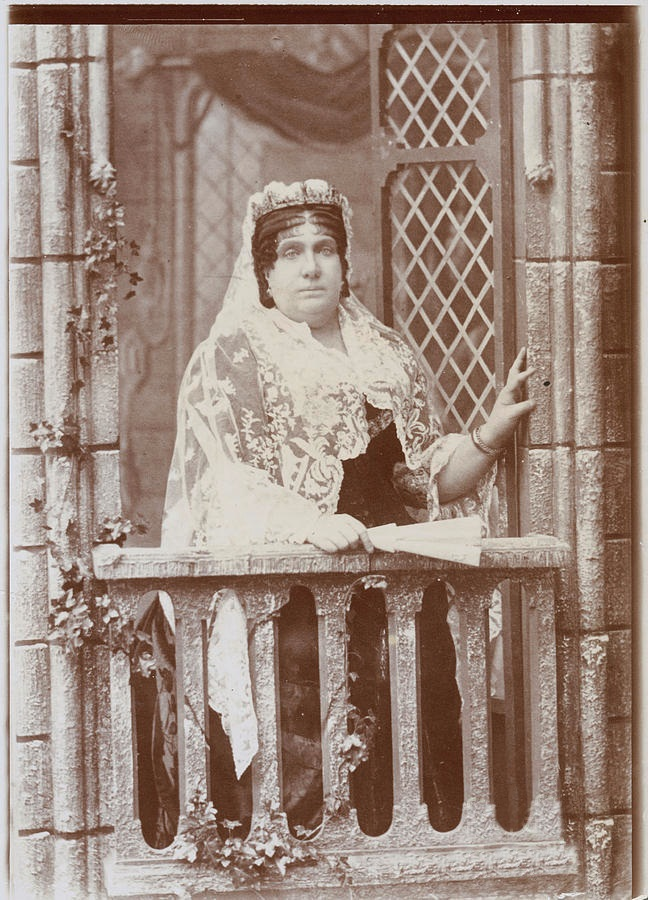
الملكة إيزابيل الثانية في منفاها في باريس.

وهكذا انتصرت الثورة التي أشعلتها الأحزاب المعارضة لنظام الحكم المستبد وبدأ في إسبانيا عهد جديد، فمنذ قيام الثورة وحتى ستة أعوام شَهِدت إسبانيا ما يُعرف بـ «ديموقراطية الست سنوات» منذ 1868 وحتى 1874 حاولوا خلالها بكل جدية إيجاد نظام حكم مناسب للبلاد، حتى أن الأحزاب المتعددة (الليبرالي، الحزب الوسطي، الجمهوري) أنشأت تحالف فيما بينها لاستبدال حكم جديد بذاك الذي كان في عهد الملكة ايزابيل الثانية. في البداية رفض البرلمان (مجلس الشيوخ ومجليس النواب) إقامة جمهورية إسبانية، واعتمد الدستور الليبرالي في 1869، فعيَن الجنرال سيرانو وصي على العرش حتى إيجاد ملك مناسب للبلاد. أما خوان بريم المتمرد الأزلي على الحكومة فقد أصبح رئيسها في 1869.
لقد كان إيجاد ملك مناسب للعرش الإسباني أشبه بمحاولة إيجاد إبرة في كومة قشّ، أو كما قال سيرانو: «إن محاولة إيجاد ملك ديموقراطي في أوروبا مثل البحث عن ملحد في الجنة». في فترة الحكم الديموقراطي كان سيرانو في بحث دائم عن الملك المرتقب، وتعددت الخيارت من أجل ذلك كتيرا، فمثلا كان أحدها اسبارتيرو رغم أنه كان رافضا ذلك لكبر سنه فحصل على ثمانية أصوات فقط في النتيجة النهائية للانتخابات! وأيضا، اقترح اسم ابن الملكة ايزابيل الثانية، لكن الخوف من سهولة التأثير عليه وإعادة أخطاء نظام الحكم السابق هو ما رفضه الجميع، وآثروا على ذلك البحث عن أسماء أخرى.
كان من ضمن الخيارات ملك البرتغال فيرديناد الثاني، وكذلك الأمير ليوبوردو دي هوهنتسولرن آل هوهنتسولرن الذي اقترحه أوتو فون بسمارك. ولكن ذلك أثار رفض فرنسا لدرجة أن وزير الشؤون الخارجية لفرنسا بعث برقية كانت السبب لقيام الحرب الفرنسية البروسية.
وأخيرا تم الإجماع على الملك الإيطالي أماديو دي سابيو لكن فترة ملكه لم تدم أكثر من سنتين وشهر 1871- 1873.

### قائمة المراجع
- López-Cordón، María Victoria (1976). La revolución de 1868 y la I República.
- Vilches، Jorge (2001). Progreso y Libertad. El Partido Progresista en la Revolución Liberal Española. Madrid: Alianza Editorial. ISBN:84-206-6768-4.
- De la Fuente، Gregorio (2000). Los revolucionarios de 1868: élites y poder en la España liberal. Madrid. ISBN:84-95379163. {{استشهاد بكتاب}}: الوسيط غير المعروف |editorial= تم تجاهله يقترح استخدام |publisher= (مساعدة)صيانة الاستشهاد: مكان بدون ناشر (link)
- De la Fuente، Gregorio. Rafael García Serrano (المحرر). España, 1868-1874. Nuevos enfoques sobre el Sexenio Democrático. Junta de Castilla y León. ISBN:84-9718-089-5. {{استشهاد بكتاب}}: الوسيط غير المعروف |año= تم تجاهله يقترح استخدام |date= (مساعدة)، الوسيط غير المعروف |capítulo= تم تجاهله (مساعدة)، والوسيط غير المعروف |ubicación= تم تجاهله يقترح استخدام |location= (مساعدة)
- Fontana، Josep (2007). La época del liberalismo. Vol. 6 de la Historia de España, dirigida por Josep Fontana y Ramón Villares. Barcelona: Crítica/Marcial Pons. ISBN:978-84-8432-876-6.
- Fuentes، Juan Francisco (2007). El fin del Antiguo Régimen (1808-1868). Política y sociedad. Madrid: Síntesis. ISBN:978-84-975651-5-8.
- Suárez Cortina، Manuel (2006). La España Liberal (1868-1917). Política y sociedad. Madrid: Síntesis.